# 花膠

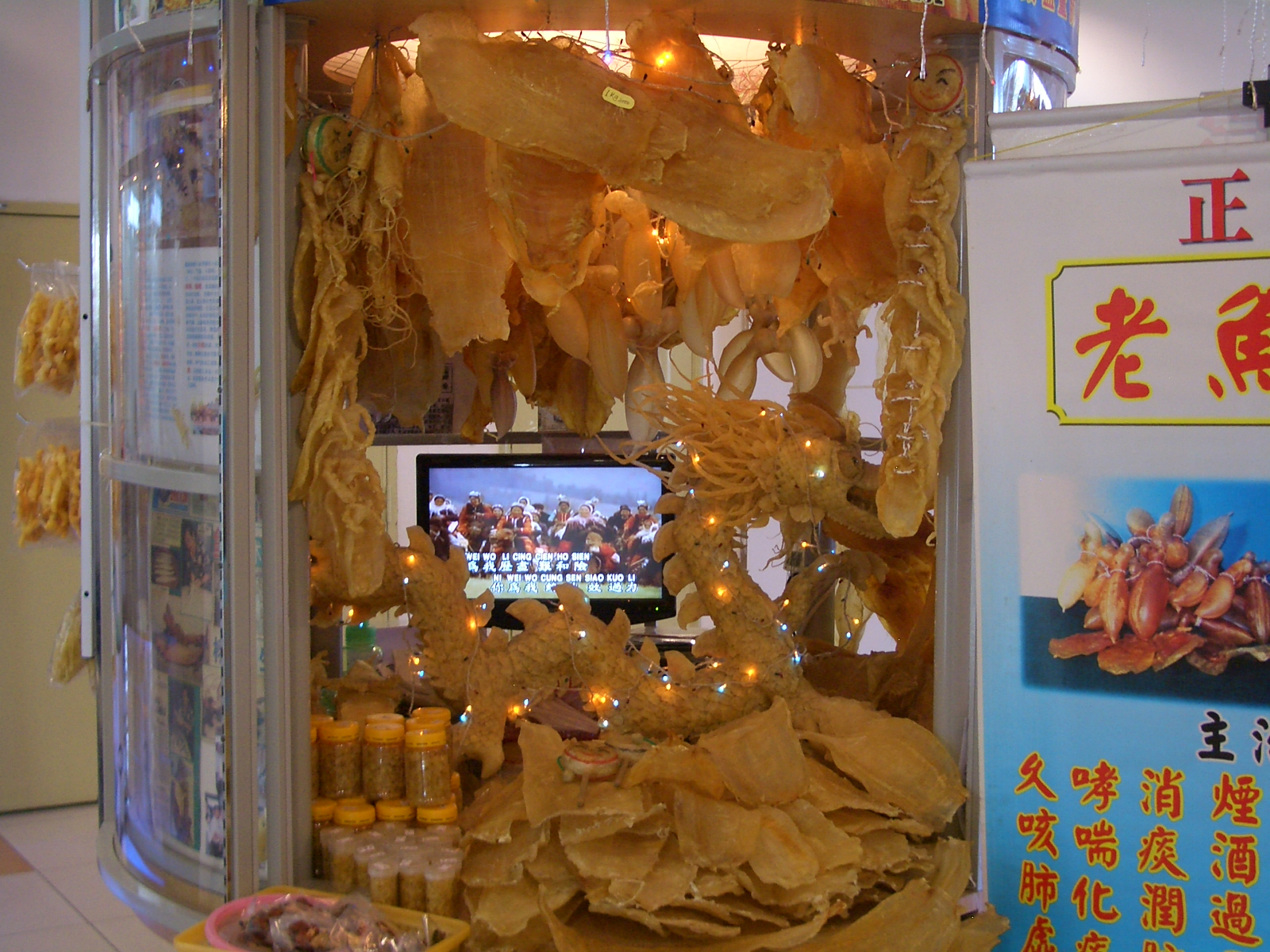
乾花膠

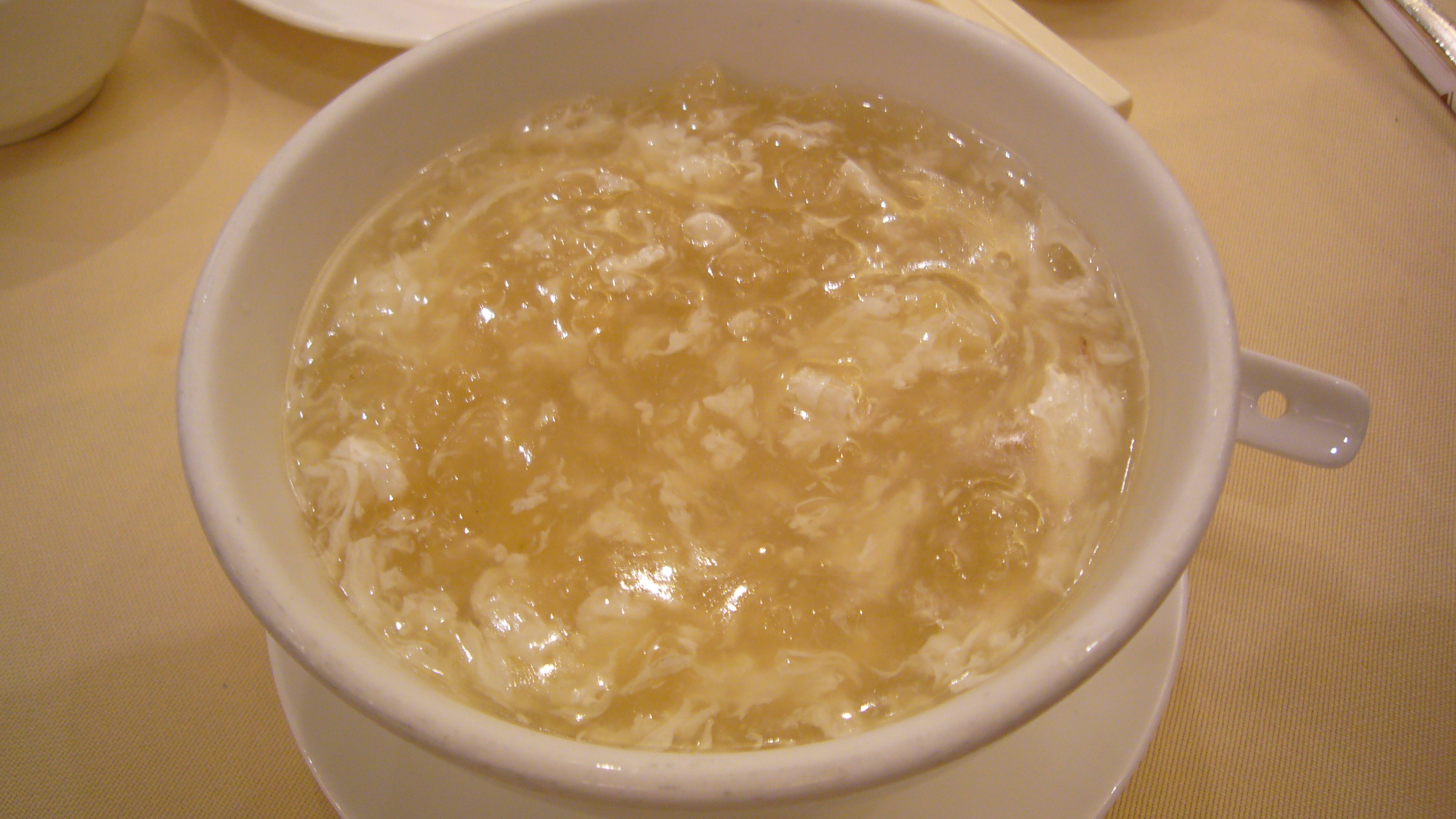
魚肚羹

花膠（英語：fish maw）又有魚肚、魚膠、魚鰾，魚泡等別名。是一種由大型海魚的魚鰾所製煉而成的大塊白色膠狀物體，為中國傳統的名貴食品之一，屬於乾海產的一種，即「鮑參翅肚」中的「肚」。
在一些亞洲國家包括中國菜中被用作烹飪材料，一般品質的主要是用來加入燉湯，加強口感和黏稠度，品質高者亦可用來做成菜餚。

## 花膠歷史
亞洲食用花膠有悠久的歷史，史料上最早發現是在《齊民要術》，在古代只有皇親國戚與達官貴人才能享用的高級食材。

## 花膠品種
- 鰵肚：

又稱廣肚、白花膠，取自黃唇魚，體大肉厚，久存會有光澤，主要產地為中国南方沿海。
- 黃花肚：

又稱黃魚肚，取自大黃魚，是花膠中的極品，主要產地為中國黃海。
- 鱔肚：

取自海鰻，主要產地為孟加拉、印度洋、南美洲。
- 鴨泡肚：

取自幾內亞湖和亞馬遜河的草鱸魚。
- 紥膠：

原名「長肚」或「窄膠」，「窄」訛為「紥」，取自海鱸魚，主要產地為南美洲諸國。
- 毛鱨肚：

又稱西洋肚、午肚，取自毛鱨。
- 蝴蝶肚
- 葫蘆肚
- 英國肚
- 魚雲肚
- 蛇肚：

又稱陰陽肚，常用於蛇肉菜餚。
- 龍牙肚：

形似犬齒，故名，此品深受潮州人喜愛。

### 引用
1. ↑  李艷芬, 陳淡坤. . 廣東: 汕頭大學. 2023: 3–5. ISBN 978-7-5658-3288-8.
2. ↑  . 蘋果日報 (香港). 2010年2月3日  [2015年12月24日]. （原始内容存档于2016年3月4日）.